# Epimadiza pectinata
Epimadiza pectinata är en tvåvingeart som beskrevs av Curtis W. Sabrosky 1947. Epimadiza pectinata ingår i släktet Epimadiza och familjen fritflugor. Inga underarter finns listade i Catalogue of Life.